# Długi Borek
Długi Borek (deutsch Langenwalde) ist ein Dorf in der polnischen Woiwodschaft Ermland-Masuren. Es gehört zur Landgemeinde Świętajno (Schwentainen, 1938 bis 1945 Altkirchen (Ostpr.)) im Powiat Szczycieński (Kreis Ortelsburg).

## Geographische Lage
Długi Borek liegt in der südlichen Mitte der Woiwodschaft Ermland-Masuren, 21 Kilometer östlich der Kreisstadt Szczytno (deutsch Ortelsburg).

## Geschichte
Dlugiborrek wurde als ein Eigenkätnerdorf gegründet. Bereits im Jahre 1812 hatten einige Eigenkätner aus Schwentainen (polnisch Świętajno) um Zuweisung von Ackerland nachgesucht. Nach längeren Verhandlungen ging der Wunsch 1820 in Erfüllung. Die Höfe der Bauern liegen nicht in einem geschlossenen Dorf, sondern verstreut in Ringform in der den Siedlern zugewiesenen Gemarkung, die am 27. Juli 1829 den Namen „Langenwalde“ erhielt.
Im Jahre 1874 wurde das Dorf in den neu errichteten Amtsbezirk Friedrichsfelde (polnisch Chochół) im ostpreußischen Kreis Ortelsburg eingegliedert. Die Zahl der Einwohner belief sich 1910 auf 480, im Jahre 1933 auf 445 und im Jahre 1939 auf 430.
Aufgrund der Bestimmungen des Versailler Vertrags stimmte die Bevölkerung in den Volksabstimmungen in Ost- und Westpreussen am 11. Juli 1920 über die weitere staatliche Zugehörigkeit zu Ostpreußen (und damit zu Deutschland) oder den Anschluss an Polen ab. In Weißenburg stimmten 365 Einwohner für den Verbleib bei Ostpreußen, auf Polen entfielen keine Stimmen.
In Kriegsfolge kam Langenwalde mit dem gesamten südlichen Ostpreußen zu Polen und erhielt die polnische Namensform „Długi Borek“. Heute ist das Dorf mit dem Sitz eines Schulzenamtes (polnisch Sołectwo) eine Ortschaft im Verbund der Gmina Świętajno (Landgemeinde Schwentainen, 1938 bis 1945 Altkirchen (Ostpr.)) im Powiat Szczycieński (Kreis Ortelsburg), bis 1998 der Woiwodschaft Olsztyn, seither der Woiwodschaft Ermland-Masuren zugehörig. Im Jahre 2011 zählte Długi Borek 263 Einwohner.

## Religionen

### Kirchen
Langenwalde war bis 1945 in die evangelische Kirche Friedrichshof (polnisch Rozogi) in der Kirchenprovinz Ostpreußen der Kirche der Altpreußischen Union sowie in die römisch-katholische Kirche Liebenberg (polnisch Klon) im Bistum Ermland eingepfarrt. Heute gehört Długi Borek evangelischerseits zur Kirche in Szczytno (Ortelsburg) in der Diözese Masuren der Evangelisch-Augsburgischen Kirche in Polen. Katholischerseits ist das Dorf jetzt selber Kirchort, der der Pfarrei in Faryny (Farienen) im Erzbistum Ermland zugehört.

### Bibelforscherbewegung
Długi Borek ist Sitz einer Gemeinde der Świecki Ruch Misyjny „Epifania“.

## Schule
Die erste Schule wurde in Langenwalde 1895 eingerichtet, ein neues Schulgebäude 1937 gebaut.

## Verkehr
Długi Borek liegt an einer Nebenstraße, die von Kolonia (Grünwalde) nach Faryny (Farienen) in der Gmina Rozogi (Friedrichshof) führt. Kolonia ist auch die nächste Bahnstation und liegt an der Bahnstrecke Olsztyn–Ełk.